# Кришталевий глобус
Кришталеві глобуси (фр. Globes de cristal) — нагороди, які надає французька преса за найкращі мистецькі та культурні досягнення. Церемонії нагородження Глобусами проходять щороку у лютому в паризькому кабаре Лідо та відкривають сезон нагород в основних видах різних галузей мистецтва та культури.
Нагородження Кришталевими глобусами було започатковане у 2006 році за ініціативою Луїзи Морен та Дідьє Квілло. Перші нагороди були вручені у тому ж році у Парижі.

## Опис
Кришталеві глобуси присуджують найкращим: кінофільмам, акторам, акторкам, театральним постановкам, концертам, літературним творам, співакам, телесеріалам, художнім виставкам та дизайнерам моди. Журі з тридцяти журналістів, що спеціалізуються у різних галузях, складає перелік з п'яти робіт та митців у дванадцяти категоріях. Цей список спрямовується для остаточного голосування майже 15000 журналістам друкованих та електронних ЗМІ, що працюють на національному, регіональному та місцевому рівнях. Таємним голосуванням у кожній категорії визначається лише один переможець.

### Категорії
| Кінематограф та телебачення - Найкращий фільм (фр. Meilleur film) - Найкращий телефільм/телесеріал (фр. Meilleur(e) téléfilm ou série télévisée) - Найкращий актор (фр. Meilleur acteur) - Найкраща акторка (фр. Meilleure actrice) - Найкраще телевізійне шоу (фр. Meilleure émission télévisée) Музика - Найкращий виконавець (фр. Meilleur interprète masculin) - Найкраща виконавиця (фр. Meilleure interprète féminine) | Театр - Найкращий танець чи опера (фр. Meilleur spectacle de danse ou opéra) - Найкраща драма (фр. Meilleure pièce de théâtre) - Найкраща музична вистава (фр. Meilleure comédie musicale) - Найкращий сольний концерт (фр. Meilleur one-man-show) Література - Найкращий літературний твір (фр. Meilleur roman ou essai) Мистецтво - Найкраща експозиція (фр. Meilleure exposition) - Найкращий дизайнер моди (фр. Meilleur créateur de mode) Почесний - Почесний Глобус (фр. Globe d'Honneur) |

## Церемонії

### 2006
Церемонія проходила в кабаре Лідо у Парижі та транслювалася на Paris Première. 
- Голова журі: Патрік Пуавр д'Арвор[fr].

| Кінематограф / Телебачення             | |
| Найкращий фільм                        | І моє серце завмерло                                                                                     |
| Найкращий актор                        | Ромен Дюріс                                                                                              |
| Найкраща акторка                       | Наталі Бай                                                                                               |
| Найкращий телефільм / телесеріал       | Каамелотт, 1 сезон                                                                                       |
| Найкраще телевізійне шоу               | Ушуая |
| Музика                                 | |
| Найкраща виконавиця                    | Камій |
| Найкращий виконавець                   | Ален Сушон                                                                                               |
| Театр                                  | |
| Найкращий танець чи опера              | фр. Battuta — Бартабас                                                                                   |
| Найкращий сольний концерт              | Нормальне життя (фр. La Vie normale) — Гад Ельмалех                                                      |
| Література                             | |
| Найкращий літературний твір            | «Егоїстичний словник» (фр. Le Dictionnaire Égoïste) — Шарль Данциг                                       |
| Найкращий комікс або подарункова книга | Невидані історії малого Ніколя (фр. Histoires inédites du Petit Nicolas) — Рене Госінні та Жан-Жак Семпе |
| Мистецтво                              | |
| Найкращий дизайнер                     | Флоренс Долеак                                                                                           |
| Найкращий архітектор                   | Жан Нувель                                                                                               |
| Найкращий художник                     | Раймон Депардон                                                                                          |
| Найкращий дизайнер моди                | Жан-Поль Готьє                                                                                           |

### 2007
Церемонія проходила в кабаре Лідо у Парижі та транслювалася на Paris Première 5 лютого 2007. 
- Голова журі: П'єр Лескюр[fr].
- Ведучі церемонії: Андре Манукян[fr] та Елізабет Квін[fr].

| Кінематограф / Телебачення                         | |
| Найкращий фільм                                    | Не кажи нікому                                                                                                 |
| Найкращий актор                                    | Франсуа Клюзе                                                                                                  |
| Найкраща акторка                                   | Леа Дрюкер |
| Найкращий телефільм / телесеріал                   | Маленькі сімейні вбивства                                                                                      |
| Найкращий документальний фільм або телевізійне шоу | Ширак: Молодий Вовк і Старий Лев — Патрік Ротман                                                               |
| Музика                                             | |
| Найкраща виконавиця                                | Олівія Руїз |
| Найкращий виконавець                               | Філіп Катерін                                                                                                  |
| Театр                                              | |
| Найкращий танець чи опера                          | фр. Macadam Macadam — Бланка Лі                                                                                |
| Найкраща драма                                     | Сірано де Бержерак Едмона Ростана у Comédie-Française                                                          |
| Найкращий сольний концерт                          | Ла Фоль і Справжня історія Луїджі Пріццоті (фр. La Folle et Véritable Histoire de Luigi Prizzoti) — Едуар Баер |
| Література                                         | |
| Найкращий літературний твір                        | фр. Marilyn dernières séances — Мішель Шнейдер                                                                 |
| Найкращий роман-комікс або подарункова книга       | Фотограф (фр. Le Photographe) — Еммануель Ґібер та Дідьє Лефевр                                                |
| Мистецтво                                          | |
| Найкращий дизайнер                                 | Іто Морабіто                                                                                                   |
| Найкращий архітектор                               | Жакоб + МакФарлен                                                                                              |
| Найкращий художник                                 | Жерар Рондо |
| Найкращий дизайнер моди                            | Джон Гальяно                                                                                                   |

### 2008
Церемонія проходила в кабаре Лідо у Парижі та транслювалася на Paris Première 11 лютого 2008.
- Голова журі: Бернар-Анрі Леві.
- Ведучі церемонії: Ксав'є де Муленн[fr] та Елізабет Куін[fr].

| Почесний Глобус                  |                                                                    |
| Аяан Хірсі Алі                   |                                                                    |
| Кінематограф / Телебачення       |                                                                    |
| Найкращий фільм                  | Персеполіс                                                         |
| Найкращий актор                  | Ромен Дюріс                                                        |
| Найкраща акторка                 | Сесіль де Франс                                                    |
| Найкращий телефільм / телесеріал | фр. René Bousquet ou le Grand Arrangement                          |
| Найкращий документальний фільм   | Її звуть Сабіна — Сандрін Боннер                                   |
| Музика                           |                                                                    |
| Найкраща виконавиця              | Роуз                                                               |
| Найкращий виконавець             | Тома Дютрон                                                        |
| Театр                            |                                                                    |
| Найкращий танець чи опера        | Любов / танець Моріса Бежара                                       |
| Найкраща драма                   | Гарні Канари (англ. Good Canary) — театр «Комедія» (Париж)         |
| Найкращий сольний концерт        | Анна 20 років (фр. Anne a 20 ans) — Анна Романофф                  |
| Література                       |                                                                    |
| Найкращий літературний твір      | Стратегія антилоп (фр. La Stratégie des antilopes) — Жан Гатцфельд |
| Найкращий роман-комікс           | Таємне життя молоді (фр. La Vie secrète des jeunes) — Ріад Саттуф  |
| Мистецтво                        |                                                                    |
| Найкращий експозиція             | Гюстав Курбе у «Гран-Пале»                                         |
| Найкращий архітектор             | Арік Леві                                                          |
| Найкращий дизайнер моди          | Альбер Ельбаз                                                      |

### 2009
Церемонія проходила в кабаре Лідо у Парижі та транслювалася на France 3 2 лютого 2009.
- Голова журі: Жак Атталі.

| Почесний Глобус                  |                                                            |
| Роберто Аланья                   |                                                            |
| Спеціальна згадка журі           |                                                            |
| Гійом Депардьє (посмертно)       |                                                            |
| Кінематограф / Телебачення       |                                                            |
| Найкращий фільм                  | Ворог держави № 1                                          |
| Найкращий актор                  | Венсан Кассель за фільм Ворог держави № 1                  |
| Найкраща акторка                 | Сільвія Тестю за фільм Саган                               |
| Найкращий телефільм / телесеріал | Саган                                                      |
| Найкраще документальний фільм    | 9/3: Пам'ять території — Яміна Бенґіґі                     |
| Музика                           |                                                            |
| Найкраща виконавиця              | Анаїс Кроз                                                 |
| Найкращий виконавець             | Жульєн Доре                                                |
| Театр                            |                                                            |
| Найкращий танець чи опера        | Білосніжка — Анжелен Прельжока                             |
| Найкраща драма                   | фр. La Vie devant soi Дідьє Лонга у театрі «l'Œuvre»       |
| Найкращий музична вистава        | фр. Le Soldat rose Луїса Шедіда та фр. Dominique Burgaug   |
| Найкращий сольний концерт        | Валері Лемерсьє у театрі «Le Palace»                       |
| Література                       |                                                            |
| Найкращий літературний твір      | Де ми будемо, тату? (фр. Où on va, papa ?) Жана-Луї Форньє |
| Найкращий роман-комікс           | Кішка Філіпа Желюка                                        |
| Мистецтво                        |                                                            |
| Найкраща експозиція              | Пікассо і Майстри в «Гран-Пале»                            |
| Найкращий архітектор-дизайнер    | Андре Путман                                               |
| Найкращий дизайнер моди          | Ізабель Маран                                              |

### 2010
Церемонія проходила в кабаре Лідо у Парижі та транслювалася на Virgin 17 8 лютого 2010.
- Голова журі: Дені Олівеннес[fr].
- Ведучі церемонії: Анна Романофф[fr] та Патрік Пуавр д'Арвор[fr].

| Почесний Глобус                            |                                                                               |
| Даніель Дар'є                              |                                                                               |
| Кристал самородок                          | Ален Пассар (шев-кухар)                                                       |
| Кінематограф / Телебачення                 |                                                                               |
| Найкращий фільм                            | Пророк, реж. Жак Одіар                                                        |
| Найкращий актор                            | Тахар Рахім за фільм Пророк                                                   |
| Найкраща акторка                           | Ізабель Аджані за фільм Останній урок                                         |
| Найкращий телефільм / телесеріал           | Пігаль, ніч (фр. Pigalle, la nuit) — Canal+                                   |
| Найкращий документальний фільм             | Апокаліпсис: Друга світова війна (фр. Apocalypse, la Seconde Guerre mondiale) |
| Музика                                     |                                                                               |
| Найкраща виконавиця                        | Олівія Руїз                                                                   |
| Найкращий виконавець                       | Бенжамен Біоле                                                                |
| Театр                                      |                                                                               |
| Найкращий танець чи опера                  | Чарівна флейта 2 Impepe Yomlingo — фр. Mandisi Dyantyis                       |
| Найкраща драма                             | Люди (фр. Des gens) Раймона Депардона та Забу Брайтман у театрі Монпарнас     |
| Найкраща музична вистава                   | Звуки музики (фр. La Mélodie du bonheur) у театрі Шатле                       |
| Найкращий сольний концерт                  | Твою матір (англ. Mother Fucker) Флоренс Форесті                              |
| Література                                 |                                                                               |
| Найкращий роман                            | фр. D'autres vies que la mienne Еммануеля Каррера                             |
| Найкращий роман-комікс                     | Щасливий секс (англ. Happy sex) — Зеп                                         |
| Мистецтво                                  |                                                                               |
| Найкраща експозиція                        | П'єр Сулаж у Центрі Жоржа Помпіду                                             |
| Найкращий дизайнер, архітектор чи фотограф | Філіп Старк                                                                   |
| Найкращий дизайнер моди                    | Стефано Пілаті для Ів Сен-Лорана                                              |

### 2011
Церемонія проходила в кабаре Лідо у Парижі та транслювалася на France 3 7 лютого 2011.
- Голова журі: Франц-Олів'є Ґібер[fr].
- Ведучий церемонії: Ів Лекок[fr]

| Почесний Глобус                  |                                                           |
| П'єр Ардіті                      |                                                           |
| Кінематограф / Телебачення       |                                                           |
| Найкращий фільм                  | Серцеїд, реж. Паскаль Шомей                               |
| Найкращий актор                  | Майкл Лонсдейл за фільм Про людей і богів                 |
| Найкраща акторка                 | Крістін Скотт Томас за фільм Її звуть Сара                |
| Найкращий телефільм / телесеріал | Карлос, реж. Олів'є Ассаяс                                |
| Музика                           |                                                           |
| Найкраща виконавиця              | Яель Наїм                                                 |
| Найкращий виконавець             | Бен л'Онкль Соул                                          |
| Театр                            |                                                           |
| Найкращий драма                  | фр. Miam-miam Едуара Баера                                |
| Найкращий музична вистава        | Мама міа! (фр. Mamma Mia !) у театрі Могадор              |
| Найкращий сольний концерт        | Останній до Вегаса (фр. Dernière avant Vegas) — Одрі Ламі |
| Література                       |                                                           |
| Найкращий літературний твір      | фр. Le Quai de Ouistreham — Флоренс Обена́                 |
| Мистецтво                        |                                                           |
| Найкраща експозиція              | Баскія у Паризькому міському музеї сучасного мистецтва    |
| Найкращий дизайнер моди          | Жан-Поль Готьє                                            |

### 2012
Церемонія проходила в кабаре Лідо у Парижі та транслювалася на France 3 6 лютого 2012.
- Голова журі: Ніколя Деморан[fr].
- Ведучий церемонії: Жуль Лепер[fr]

| Почесний Глобус                  | |
| Ерік Рейнгардт                   | |
| Кінематограф / Телебачення       | |
| Найкращий фільм                  | Недоторканні, реж. Олів'є Накаш та Ерік Толедано                                                                  |
| Найкращий актор                  | Омар Сі за фільм Недоторканні                                                                                     |
| Найкраща акторка                 | Карін Віар та Марина Фоїс за фільм Паліція                                                                        |
| Найкращий телефільм / телесеріал | Флікс (фр. Flics) — Т'єррі Петі, Сімон Яблонка та Олів'є Маршаль                                                  |
| Музика                           | |
| Найкраща виконавиця              | Ізя Іжлен |
| Найкращий виконавець             | Луїс Бертіньяк |
| Театр                            | |
| Найкращий драма                  | Нитка в лапі (фр. Un fil à la patte) Жоржа Фейдо, реж. Жером Дешамп, театр Комеді Франсез                         |
| Найкраща музична вистава         | Дракула, любов сильніша за смерть (фр. Dracula, l'amour plus fort que la mort) Камеля Уалі у Палаці спорту Парижа |
| Найкращий сольний концерт        | фр. Liberté (très) surveillée — Стефан Гійон                                                                      |
| Література                       | |
| Найкращий літературний твір      | Всі відразу (фр. Tout, tout de suite) — Морган Спортес                                                            |
| Мистецтво                        | |
| Найкраща експозиція              | Виставки: фр. L'Invention du sauvage у Музеї на набережній Бранлі (Париж)                                         |
| Найкращий дизайнер моди          | Гійом Анрі для Carven                                                                                             |

### 2013
Церемонія проходила в кабаре Лідо у Парижі та транслювалася на Chérie 25 4 лютого 2013.
- Голова журі: Ерве Бурже[fr].
- Ведучий церемонії: Веронік Муньє[fr] та Ів Лекок[fr]

| Почесний Глобус                  | |
| Абду Діуф                        | |
| Кінематограф / Телебачення       | |
| Найкращий фільм                  | Іржа та кістка, реж. Жак Одіар |
| Найкращий актор                  | Жеремі Реньє за фільм Мій шлях |
| Найкраща акторка                 | Маріон Котіяр за фільм Іржа та кістка                                                                                             |
| Найкращий телефільм / телесеріал | Повернені, реж. Фабріс Ґобер (Canal+)                                                                                             |
| Музика                           | |
| Найкраща виконавиця              | Олівія Руїз |
| Найкращий виконавець             | Рафаель |
| Театр                            | |
| Найкраща драма                   | Невідомий за цією адресою (фр. Inconnu à cette adresse) Мішеля Леві-Брауна у театрі Антуан                                        |
| Найкраща музична вистава         | 1789, коханці Бастилії (фр. 1789, les amants de la Bastille) Джуліано Пепаріні, Дове Аттіа та Альберта Коена, Палац спорту Парижа |
| Найкращий сольний концерт        | На концертах (фр. En concerts) — Мікаель Ґреґоріо,                                                                                |
| Література                       | |
| Найкращий літературний твір      | фр. Les Pays — Марі-Елен Лафон |
| Мистецтво                        | |
| Найкраща експозиція              | Сальвадор Далі у Центрі Жоржа Помпіду                                                                                             |
| Найкращий дизайнер моди          | Барбара Буі |

### 2014
Церемонія проходила в кабаре Лідо у Парижі та транслювалася на D17 10 березня 2014.
- Голова журі: Гійом Дюран[fr].
- Ведучий церемонії: Валері Бенаїм[fr]

| Почесний Глобус                  |                                                                   |
| Ян-Пей Мін                       |                                                                   |
| Кінематограф / Телебачення       |                                                                   |
| Найкращий фільс                  | 9 місяців суворого режиму, реж. Альбер Дюпонтель                  |
| Найкращий актор                  | Гійом Гальєнн за фільм Я, знову я та мама                         |
| Найкраща акторка                 | Адель Екзаркопулос за фільм Життя Адель                           |
| Найкращий телефільм / телесеріал | Тунель, реж. Домінік Молль та Бен Річардс (Canal+)                |
| Музика                           |                                                                   |
| Найкраща виконавиця              | Айо                                                               |
| Найкращий виконавець             | Stromae                                                           |
| Театр                            |                                                                   |
| Найкраща драма                   | Наші жінки (фр. Nos femmes) Рішара Беррі у Паризькому театрі      |
| Найкраща музична вистава         | Диско (фр. Disco) Аньєс Бурі та Стефана Лапорте у Фолі-Бержер     |
| Найкращий сольний концерт        | Без барабану (фр. Sans tambour) — Ґад Ельмалех, Театр Маріньї     |
| Література                       |                                                                   |
| Найкращий літературний твір      | Плита Гімлера (фр. La Cuisinière d'Himmler) Франса-Олів'є Жісбера |
| Мистецтво                        |                                                                   |
| Найкраща експозиція              | Едвард Гоппер у Гран-Палас                                        |
| Найкращий дизайнер моди          | Ізабель Маран                                                     |

### 2015
10-та церемонія проходила в кабаре Лідо у Парижі 13 квітня 2015.
- Голова журі: Крістін Келлі[fr].
- Ведучий церемонії: Жюстін Фраолі[fr] та Бернар Монт'єль[fr]

| Кінематограф / Телебачення       | |
| Найкращий фільм                  | Тімбукту, реж. Абдеррахман Сіссако |
| Найкращий актор                  | П'єр Ніні за фільм Ів Сен Лоран |
| Найкраща акторка                 | Айса Майга за фільм Готовий на все (фр. Prêt à tout)                                                                                   |
| Найкращий телефільм / телесеріал | Спіраль (фр. Engrenages), 5-й сезон, реж. Александра Клерт (Canal+)                                                                    |
| Музика                           | |
| Найкраща виконавиця              | група Brigitte |
| Найкращий виконавець             | Ален Сушон та Лоран Вульзі |
| Театр                            | |
| Найкраща драма                   | фр. Ouh Ouh Ізабель Мерго та Дейва Коена, постановка Патріса Леконта (театр Variétés)                                                  |
| Найкраща музична вистава         | Шербурзькі парасольки Жака Демі, постановка Вінсента Вітто, музика Мішеля Леграна (Театр Шатле)                                        |
| Найкращий сольний концерт        | фр. C’est moi la plus belge фр. Nawell Madani (Театр Тріанон, Париж)                                                                   |
| Найкращий актор                  | Ерік Елмосніно у виставі Прощальна вечеря Александра де Ла Пательєра та Матьє Делапорте, постановка Бернара Мурата (театр Едуарда VII) |
| Найкраща акторка                 | Ельза Зільберштейн у виставі Блиск Жеральдін Майї, постановка Катріни Шоб (Паризький театр)                                            |
| Література                       | |
| Найкращий літературний твір      | Шарлотта (фр. Charlotte) — Давід Фонкінос (видавництво Gallimard)                                                                      |
| Мистецтво                        | |
| Найкраща експозиція              | Нікі де Сен Фаль у Grand Palais (Париж)                                                                                                |
| Найкращий дизайнер моди          | Їквінг Інь |

### 2016
Церемонія, яка мала відбутися 8 лютого 2016 року, була скасована через терористичні акти в Парижі 13 листопада 2015 року та у зв'язку з уведенням надзвичайного стану французькою владою.

### 2017
11-та церемонія Кришталевого глобуса відбулася 30 січня 2017 в Лідо і транслювалася з невеликою затримкою на телеканалі C8 у партнерстві з радіо RFM.
- Голова журі: Катрін Денев.
- Ведучі церемонії: Естель Дені[fr] та Артю[fr]
- Почесний Кришталевий глобус: Веронік Сансон.

| Кінематограф / Телебачення           | |
| Найкращий фільм                      | Шоколад, режисер Рошді Зем                                                                             |
| Найкращий актор                      | Омар Сі за фільм Шоколад                                                                               |
| Найкраща акторка                     | Ізабель Юппер за фільм Вона (реж. Пол Верховен)                                                        |
| Найкращий іноземний фільм            | Легенда Г'ю Гласса, реж. Алехандро Гонсалес Іньярріту, США                                             |
| Найкращий телефільм / телесеріал     | Бюро легенд 2-й сезон, реж. Ерік Рошан (Canal+)                                                        |
| Найкращий іноземний телесеріал       | Підозрюваний, 5-й сезон, реж. Джонатан Нолан, США, (TF1)                                               |
| Музика                               | |
| Найкраща виконавиця                  | Імані за The Wrong Kind of War (Think Zik !)                                                           |
| Найкращий виконавець                 | Жульєн Доре за & (Columbia Records)                                                                    |
| Театр                                | |
| Найкраща драма                       | Поезія? Фабріса Лукіні, реж. Еммануель Гарассіно (Театр Монпарнас)                                     |
| Найкраща музична вистава             | Резисти Франса Галля, інсценування Ладісласа Шолла (Палац спорту в Парижі)                             |
| Найкращий сольний концерт            | Бруно Саломон, Екстатика (фр. Euphorique) (Театр Монпарнас)                                            |
| Найкращий актор                      | Нільс Ареструп у виставі Дія Ксав'є Дуррінже (Театр Буфф-Паризьєн)                                     |
| Найкраща акторка                     | Катрін Фро у виставі Квітка кактуса (фр. Fleur de Cactus) П'єра Баріє та Жан-Пєра Ґреді (Театр Антуан) |
| Література                           | |
| Найкращий літературний твір або ессе | Маленька країна Гаеля Фея (Grasset)                                                                    |

### 2018
12-та церемонія вручення «Кришталевого глобуса» відбулася 12 лютого 2018 в Лідо і транслювалася на телеканалі TV5 MONDE. Нагороди були вручені в 14 категоріях.
- Голова журі: Ізабель Юппер.
- Ведучі церемонії: Жульєтта Армане[fr] та Бенжамен Б'юле[fr]
- Почесний Кришталевий глобус: Аньєс Варда.

| Кінематограф / Телебачення           | |
| Найкращий фільм                      | 120 ударів на хвилину, режисер Робен Кампійо                                                                 |
| Найкращий актор                      | Науель Перес Біскаярт за фільм 120 ударів на хвилину (реж. Робен Кампійо)                                    |
| Найкраща акторка                     | Карін Віар за фільм Заздрісниця (реж. Давид та Стефан Фонкіноси)                                             |
| Найкращий іноземний фільм            | Ла-Ла Ленд, реж. Демієн Шазелл, США                                                                          |
| Найкращий телефільм / телесеріал     | Десять відсотків, 2-й сезон, реж. Фанні Ерреро (France 2)                                                    |
| Найкращий іноземний телесеріал       | Оповідь служниці, 1-й сезон, реж. Брюс Міллер, США, (OCS)                                                    |
| Музика                               | |
| Найкраща виконавиця                  | Жульєтта Армане за Petite amie (Barclay)                                                                     |
| Найкращий виконавець                 | Бенжамен Б'юле за Volver (Barclay)                                                                           |
| Театр                                | |
| Найкраща драма                       | 12 розсерджених чоловіків Реджинальда Роуза, адаптація Френсіса Ломбрая, реж. Шарль Тожман (Театр Еберту)    |
| Найкраща музична вистава             | Priscilla, folle du désert, Франса Галля, постановка Філіппа Ерсена (Казино де Парі)                         |
| Найкращий сольний концерт            | Вінсент Додьєн, Якщо щось трапиться (фр. S'il se passe quelque chose) (ĺ'Olympia)                            |
| Найкращий актор                      | Мішель Буке у виставі Тартюф Мольєра (Театр Порте-Сен-Мартен)                                                |
| Найкраща акторка                     | Ліна Ель Арабі у виставі Мій ангел (фр. Mon Ange), адаптація «Ангела» Генрі Нейлора (Театр Трістана Бернара) |
| Література                           | |
| Найкращий літературний твір або ессе | Коса Летиції Коломбані (Éditions Grasset & Fasquelle)                                                        |

### 2019
13-та церемонія вручення «Кришталевого глобуса» відбулася 4 лютого 2019 у концертному залі «Ваграм» в Парижі. Нагороди були вручені в 21 категорії.
- Голова журі: Жульєт Бінош.
- Ведучі церемонії: --
- Почесний Кришталевий глобус: Сальма Гаєк та Гад Ельмалех.

| Кінематограф / Телебачення       | |
| Найкращий фільм                  | Лоскоти, режисери Андреа Бескон та Ерік Метає                                                                       |
| Найкращий актор                  | Венсан Лакост за фільм Насолоджуватися, кохати та швидко бігати (реж. Крістоф Оноре)                                |
| Найкраща акторка                 | Карін Віар за фільм Лоскоти (реж. Андреа Бескон та Ерік Метає)                                                      |
| Найкращий комедійний фільм       | Щасливі невдахи, реж. Жиль Лелуш                                                                                    |
| Найкращий комедійний актор       | Філіпп Катрін за фільм Щасливі невдахи (реж. Жиль Лелуш)                                                            |
| Найкраща комедійна акторка       | Александра Ламі за фільм Спробуй підкоти́ (реж. Франк Дюбоск)                                                        |
| Найкращий іноземний фільм        | Три білборди за межами Еббінга, Міссурі, реж. Мартін Макдона, США, Велика Британія                                  |
| Найкращий телефільм / телесеріал | Десять відсотків, 3-й сезон, реж. Фанні Ерреро (France 2)                                                           |
| Найкращий іноземний телесеріал   | Гострі предмети, 1-й сезон, реж. Марті Ноксон, США                                                                  |
| Найкращий актор телебачення      | Грегорі Монтель за Десять відсотків (реж. Фанні Ерреро, France 2)                                                   |
| Найкраща акторка телебачення     | Каміль Коттен за Десять відсотків (реж. Фанні Ерреро, France 2)                                                     |
| Музика                           | |
| Найкраща виконавиця              | Анжель за Brol |
| Найкращий виконавець             | Едді де Претто за Cure                                                                                              |
| Найкращий альбом                 | Cure Едді де Претто                                                                                                 |
| Театр                            | |
| Найкраща драма                   | Plaidoiries, адаптація Les Grandes Plaidoiries des ténors du barreau Матьє Арона, реж. Ерік Теобальд (Театр Антуан) |
| Найкраще розважальне шоу         | Fashion Freak Show                                                                                                  |
| Найкращий сольний концерт        | Жером Коммандер за Усе гладко                                                                                       |
| Найкращий театральний актор      | Венсан Дедьєн у виставі Гра кохання і випадку за Маріво                                                             |
| Найкраща театральна акторка      | Найдра Аяді у виставі Справедливість Саманти Марковіч, постановка Саломе Лелуш (Театр l'Œuvre)                      |
| Література                       | |
| Найкращий роман або ессе         | Frère d'âme Давида Діопа (видавництво «Éditions du Seuil»)                                                          |